# Добош, Антон
Антон Добош (рум. Anton Doboș; родился 13 октября 1965 года в Сэрмашу, Румыния) — румынский футболист, завершивший карьеру, играл на позиции защитника.

## Карьера игрока

### Клубная
Добош — воспитанник клубов «Брэила» и «Арьешул», за которые выступал в 1985—1987 годах. В 1987 году перешёл в клуб высшего румынского дивизиона «Университатя» (Клуж-Напока), за который сыграл 46 матчей и забил 5 мячей в чемпионате Румынии. В 1989—1991 годах играл за бухарестское «Динамо», в составе которого становился чемпионом Румынии в сезонах 1989/90 и 1991/92, а также помог команде выиграть национальный кубок в сезоне 1989/90. В 1991 году перешёл в «Стяуа», в составе которого выиграл 4 национальных первенства (в сезонах 1992/93, 1993/94, 1994/95, 1995/96), 2 кубка Румынии (в сезонах 1991/92 и 1995/96) и 2 суперкубка Румынии (в сезонах 1993/94 и 1994/95).
В 1996 году переходит в греческий клуб АЕК (Афины). 8 сентября 1996 года в матче чемпионата Греции против клуба «Кавала» дебютировал за новый клуб. 22 декабря того же года в матче против клуба «Верия» забил первый гол в чемпионате Греции. В составе АЕКа стал обладателем кубка и суперкубка Греции. В 1999 году перешёл в «Этникос» (Пирей), где и завершил футбольную карьеру.

### Международная
В 1993—1998 годах провёл 23 матча и забил 1 гол в составе сборной Румынии. В 1996 году стал участником чемпионата Европы, на котором сыграл один матч против сборной Испании. В 1998 принял участие на чемпионате мира, на самом турнире сыграл один матч против сборной Туниса.

## Достижения
В качестве игрока
 «Динамо» (Бухарест)
- Чемпион Румынии: 1989/90, 1991/92
- Обладатель кубка Румынии: 1989/90

 «Стяуа»
- Чемпион Румынии: 1992/93, 1993/94, 1994/95, 1995/96
- Обладатель кубка Румынии: 1991/92, 1995/96
- Обладатель суперкубка Румынии: 1993/94, 1994/95

 АЕК (Афины)
- Обладатель кубка Греции: 1996/97
- Обладатель суперкубка Греции: 1996